# 1. reservelæge
En 1. reservelæge er en læge, som er i gang med hoveduddannelse til speciallæge i det danske sundhedsvæsen. Stillingen er et formelt led i den lægelige videreuddannelse efter introduktionsstilling og svarer til en læge, der er ansat i speciallægeuddannelsens hovedforløb.
1. reservelægen arbejder under supervision af overlæger og har et gradvist stigende selvstændigt ansvar i klinisk praksis. Stillingen findes primært i hospitalsvæsenet og kan også inkludere forskning, vagttjeneste og undervisning af yngre kolleger.